# 高寶璟
高寶璟DNZM（英語：Lydia Ko，1997年4月24日—）是紐西蘭職業高爾夫球選手，她於2015年2月2日登上世界排名第一，以17歲之姿成為史上最年輕的職業高爾夫球選手登上排名第一。2015年度最後一場年底大賽，高寶璟以18歲4個月20天在依雲公開賽奪冠，超越摩根·普蕾索在2007年拿下納比斯科錦標賽（全日空錦標賽前身）時的18歲10個月9天，成為史上最年輕的大賽冠軍。2016年高寶璟又奪得ana全日空錦標賽的冠軍，成為史上最年輕奪得兩大賽的冠軍球員。
2016年8月在里約奧運會上以總成績273桿、低於標準桿11桿的成績，獲得高爾夫球女子個人項目銀牌。2020年8月在東京奧運上以總成績268桿、低於標準桿16桿的成績，與日本選手稻見萌寧並列，經銀牌延長賽後落敗，獲得銅牌。她也成為高爾夫項目第一位連續兩屆贏得獎牌的選手。 2024巴黎奧運女子高爾夫個人金牌 連續三屆獲得獎牌的選手 湊滿金銀銅牌
2025年1月，因其在高尔夫项目上的贡献，被授予新西兰功绩勋章，其头衔为爵级同伴勋位。

## 生平
高寶璟來自一個韓國家庭，出生於首爾，在紐西蘭長大，雖然在嬰兒時期移民，但到了12歲才取得紐西蘭國籍。2011年4月27日，年僅14歲的高寶璟登上業餘世界排名第一，並蟬聯此位達130週；2012年，她以業餘身分參加LPGA加拿大女子公開賽，並獲得冠軍，成為LPGA史上最年輕的冠軍，而後在2013年愛維養錦標賽中又奪得亞軍，她便向LPGA申請轉職業，雖然LPGA曾有滿18歲才能轉職業的規定，但仍第二度破例讓年僅16歲6個月又5天的高寶璟轉成職業選手，她在2014年終排名為第2名，並於2015年柯茲高球錦標賽以並列第二作收，確定取得足夠積分取代朴仁妃成為新的世界排名第一。

## 外部連結
- 官方网站
- 高寶璟在LPGA巡回赛官方网站